# Danica
Danica [ˈdaɲit͡sa] (serbisch-kyrillisch Даница) ist ein weiblicher Vorname, der überwiegend in Serbien, Kroatien und in Slowenien bzw. im südslawischen Sprachgebiet verbreitet ist.

## Herkunft
Der Name Danica kommt von dem kroatischen, serbischen und slowenischen Wort zvijezda/zvezda Danica, das auf Deutsch „Morgenstern“ bedeutet.

## Varianten
Andere Formen sind: Dani, Dana, Danijicen

## Namensträgerinnen
- Danica McKellar, US-amerikanische Schauspielerin und Mathematikerin
- Danica Danijela Milatović, deutsche Schlagersängerin jugoslawischer Abstammung
- Danica Patrick, US-amerikanische Rennfahrerin
- Danica Radojčić, serbische Sängerin
- Danica Wu, kanadische Fußballspielerin

## Sonstiges
- In englischsprachigen Ländern war der Name bis zu den 1980ern noch in Gebrauch
- Danica Ilirska hieß die Literaturbeilage der ersten kroatischsprachigen Zeitung Horvatske Novine,
- Später Danica die bedeutendste Zeitung der in den USA und Kanada ansässigen Kroaten.
- Slowenischer Kulturverein „Danica“ in St. Primus im Jauntal in Kärnten
- ein Zeitschriftentitel
- Das KZ Danica, das sich in den Räumen der Chemiefabrik „Danica“ befand
- Lady von Büsum, Seebäderschiff, früher Danica